# Hislopia placoides
Hislopia placoides är en mossdjursart som först beskrevs av Korotnev 1901.  Hislopia placoides ingår i släktet Hislopia och familjen Hislopiidae. Inga underarter finns listade i Catalogue of Life.